# Pleizenhausen
Pleizenhausen település Németországban, Rajna-vidék-Pfalz tartományban. Lakosainak száma 318 fő (2023. december 31.). Pleizenhausen Altweidelbach és Wahlbach községekkel határos.

## Népesség
A település népességének változása:
| Lakosok száma | 198  | 252  | 244  | 297  | 316  | 318  |
|               | 1975 | 2017 | 2019 | 2021 | 2022 | 2023 |